# 7121 Busch
7121 Busch è un asteroide della fascia principale. Scoperto nel 1989, presenta un'orbita caratterizzata da un semiasse maggiore pari a 2,8924397 UA e da un'eccentricità di 0,0891268, inclinata di 2,54906° rispetto all'eclittica.